# 大廟灣

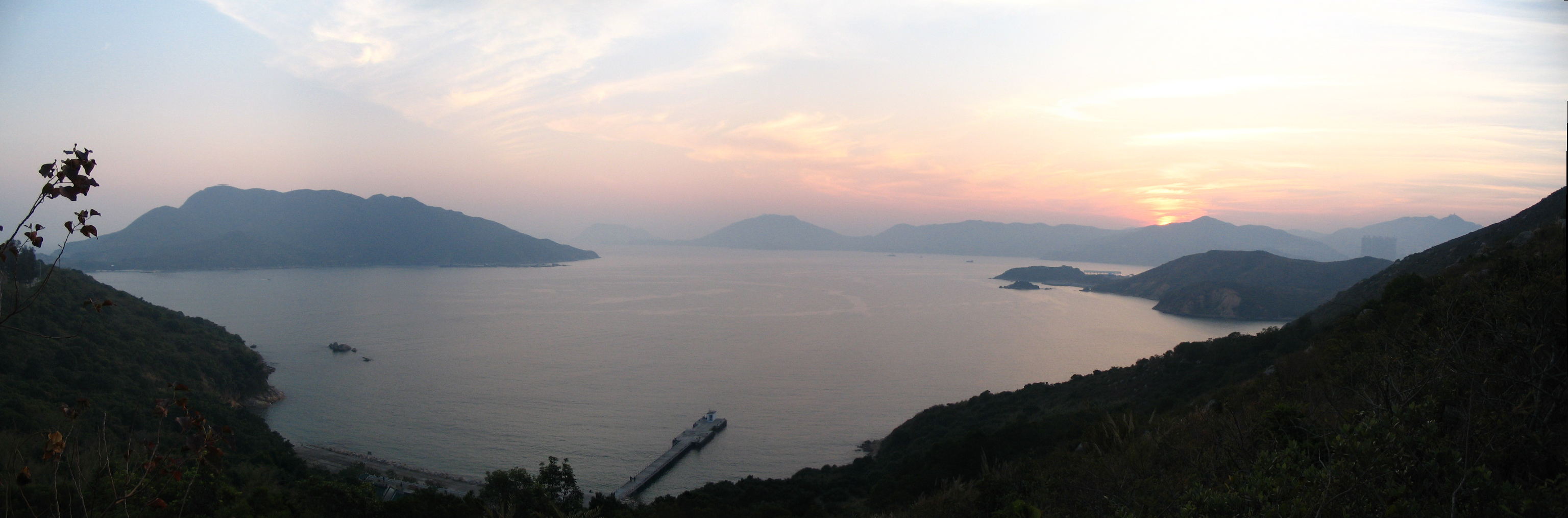
從清水灣郊野公園田下山南脊眺望夕陽下的大廟灣，圖左可見東龍洲，圖中可見伸入海灣的碼頭，而圖右則可見已被填海連陸的鐵篸洲，遠方落日的地方則為香港島的石澳半島

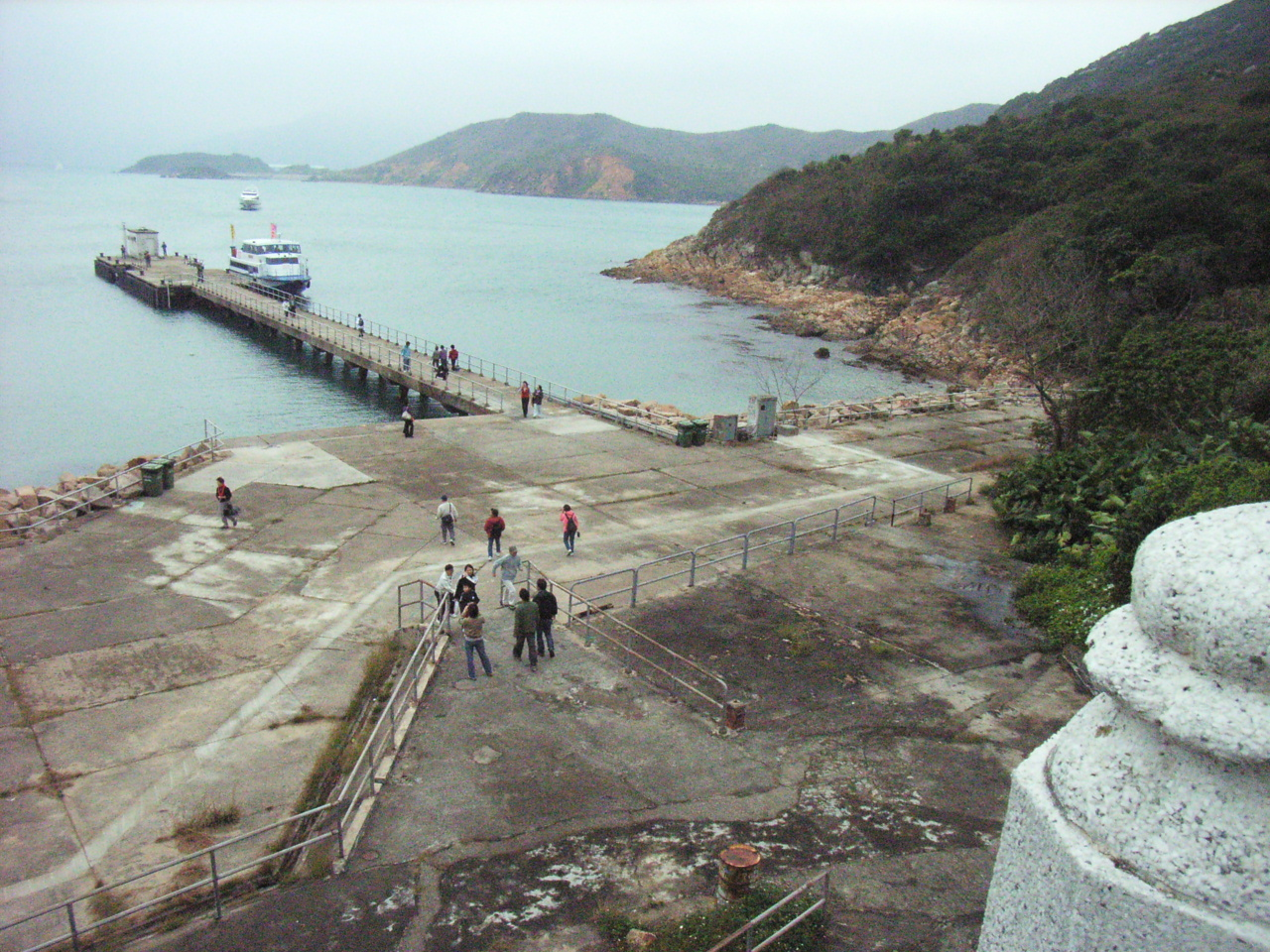
大廟灣碼頭可容數隻遊艇上落客（如圖），攝者位於天后古廟的前地平台上。

22°15′53.1102″N 114°17′12.85″E / 22.264752833°N 114.2869028°E
大廟灣（英文意譯 ，或音譯 ）是香港海灣，位於新界東西貢區清水灣半島的南部，東至佛堂角和佛堂門，西至觀仔和鐵篸洲。海灣的東南方有東龍洲，北面的岸上有稱為「大廟」的佛堂門天后古廟，大廟灣亦因此得名。由於位於佛堂門之西北，該處也有北佛堂之稱。

## 建築及設施
大廟建於南宋理宗年間，現已為香港一級歷史建築。
大廟後有大廟灣刻石，為香港法定古蹟。刻石刻於南宋咸淳十年（1274年），記載了當時官富場鹽官嚴益彰到南北佛堂遊覽，以及大廟的歷史。大廟灣或者佛堂洲可能还有古碑，現已不存。
大廟前有一空地，並有大廟灣碼頭，為一公眾碼頭。碼頭末端設有香港天文台的大廟灣潮汐站。
此處亦是釣魚發燒友長駐之地。

## 外部連結
维基共享资源上的相關多媒體資源：大廟灣